# Полива

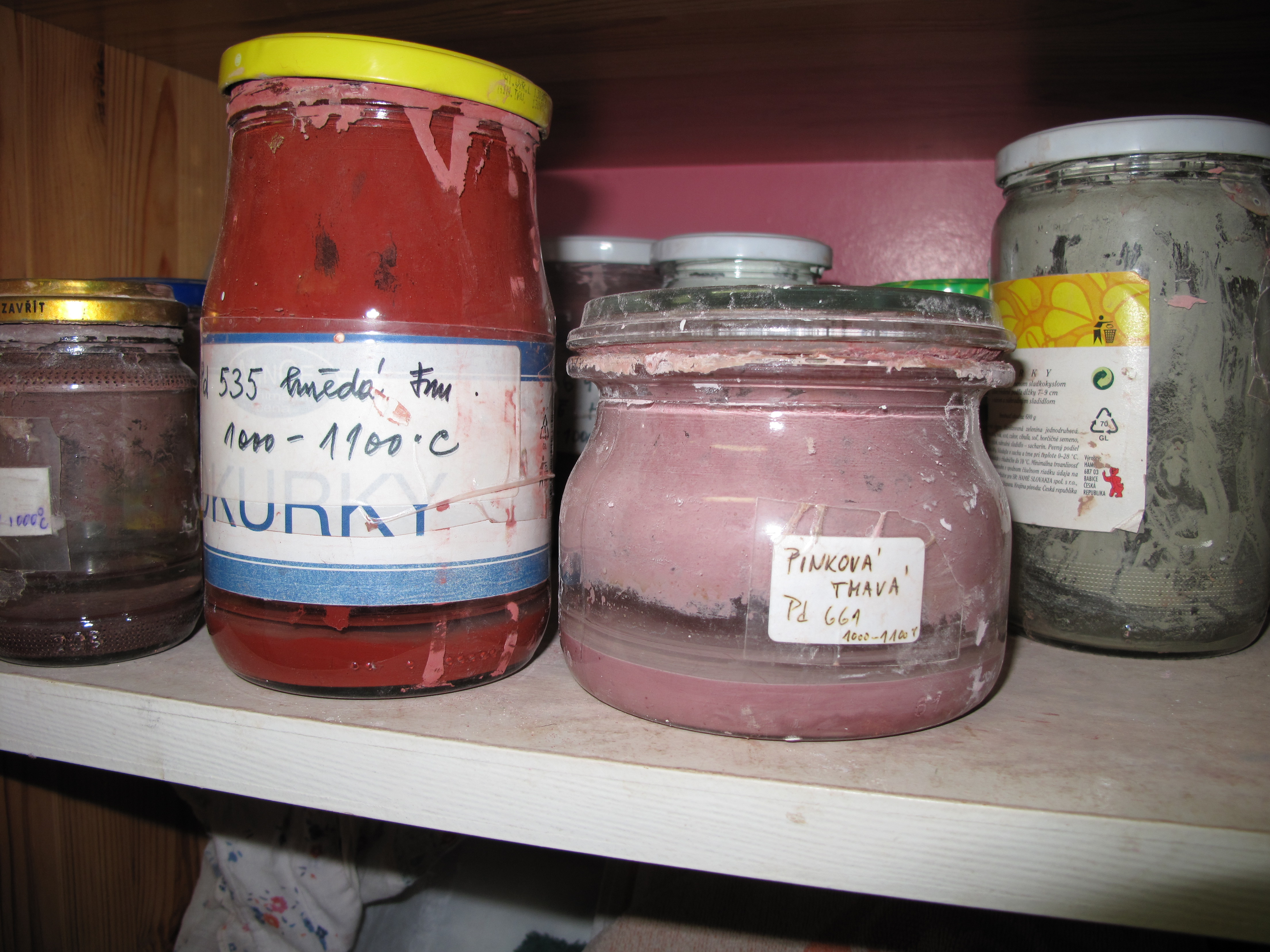
Рідини полив

Поли́ва або глазу́р (нім. Glasur, від Glas — «скло») — скляниста маса, що складається з оксидів металів.
У вигляді порошку, змішаного з водою, наноситься на керамічний виріб і згодом випалюється при значній температурі. Полива може бути прозорою (безбарвною і кольоровою) і непрозорою. Основою поливи є кварц, польовий шпат, каолін. До складу поливи вводять також оксиди металів.
Залежно від способу приготування, поливи підрозділяються на сирі і фритовані. Сира полива найпростіша: всі компоненти подрібнюють і змішують з водою до певної концентрації полив'яного шлікеру. Для отримання фритованої поливи компоненти поливи змішують фритують, тобто сплавляють (зазвичай при температурі 1200—1300 °C), унаслідок чого утворюються нерозчинні силікати та інші з'єднання. Після плавлення фриту виливають в ємність з водою, де вона остигає, потім висушують і ретельно подрібнюють у ступі. 
Розрізняють поливу важко- і легкотопку. Важкотопку поливу застосовують для порцеляни, шамоту, твердого фаянсу. Температура її плавлення 1125—1360 °C. Для майоліки беруть поливу, яка плавиться за температури до 1000 °C. Для декорування виробів з майоліки застосовують також кольорову поливу. Колір досягається введенням у безбарвну поливу оксидів і солей металів. Так, оксид кобальту дає колір від світло- до темно-синього; оксид хрому — зелений, а за наявності олова (стануму) — рожевий, червоний; оксид міді використовують для отримання зеленої і червоної поливи, а також поливи відновного вогню; сполуки з марганцем дають коричневі, рожеві кольори; оксиди заліза — від жовтого і червоного до коричневого і чорного і т. д.

Полива
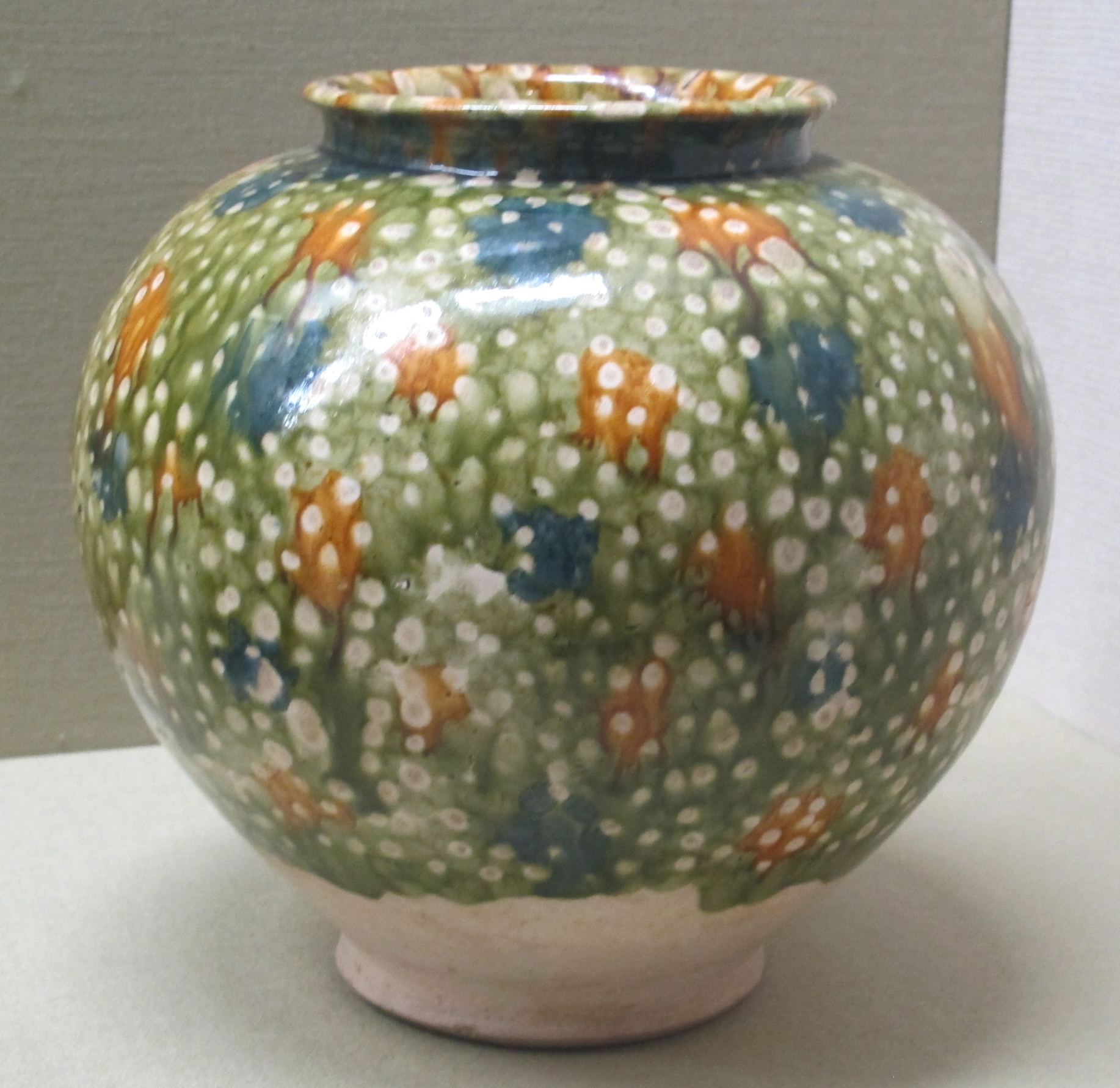
Pottery, Nara period
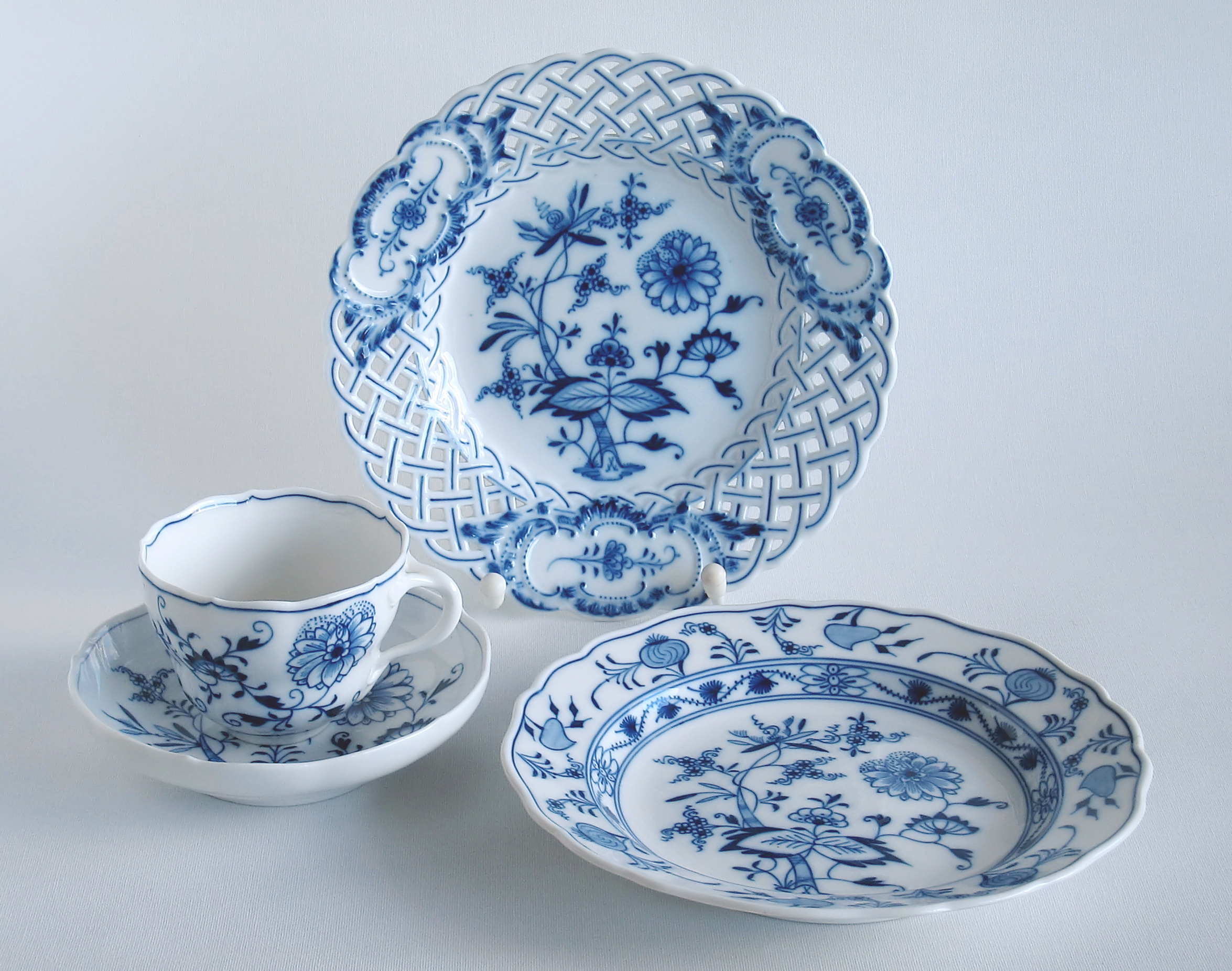
Meissen porcelain, with blue underglaze decoration on porcelain
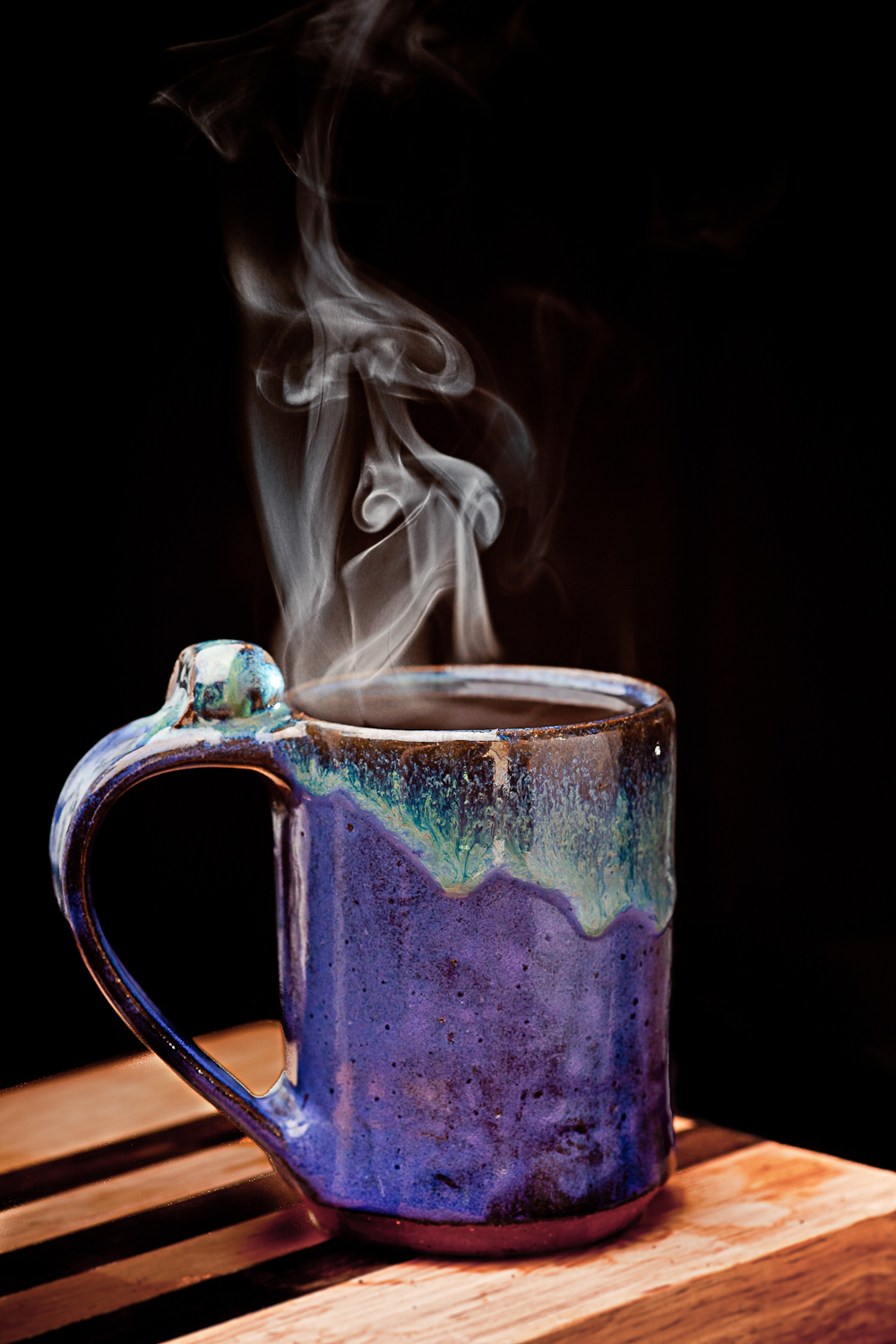
20th century glazing technique